# Zalameggyes
Zalameggyes là một thị trấn thuộc hạt Veszprém, Hungary. Thị trấn này có diện tích 2,56 km², dân số năm 2010 là 66 người, mật độ 26 người/km².